# Brundins grusvinge
Brundins grusvinge (Thinobius brundini) är en skalbaggsart som beskrevs av Otto Scheerpeltz 1959. Brundins grusvinge ingår i släktet Thinobius, och familjen kortvingar. Arten är reproducerande i Sverige.